# Орлова-Чесменская, Анна Алексеевна
Графиня А́нна Алексе́евна Орло́ва-Чесме́нская (2 [13] мая 1785, Москва — 5 [17] октября 1848, Юрьев монастырь) — камер-фрейлина, единственная дочь Алексея Орлова, сподвижника императрицы Екатерины II, и наследница его многомиллионного состояния. После смерти отца отказалась вступать в брак, начала испытывать тягу к духовной жизни, но не оставила императорский двор. Анна была духовной дочерью архимандрита Фотия (Спасского), что породило ряд слухов об их взаимоотношениях. Полученное наследство Анна Орлова потратила на благотворительность и особо на новгородский Юрьев монастырь, которым управлял её духовный отец Фотий.

## Биография

### Ранние годы
Анна родилась в Москве 2 мая 1785 года. Крещена была 11 мая 1785 года в Храме Ризоположения на Донской при восприемстве дяди графа И. Г. Орлова и бабушки Анны Алексеевны Хитрово, в честь которой и получила своё имя. Через полтора года её мать, Евдокия Николаевна Орлова-Чесменская (в девичестве Лопухина; 1761—1786), скончалась при следующих родах. Рождённый ею сын Иван прожил всего два года. Анна осталась единственным законным ребёнком генерал-аншефа Алексея Орлова, бывшего уже в отставке и отошедшего от государственных дел. Он поселился в подмосковном пригороде Нескучное и сосредоточил всё своё внимание на воспитании и образовании дочери. Для неё был построен дворец с парком, где устраивались маскарады, фейерверки, спектакли. Для её обучения были приглашены образованные наставники. К семи годам Анна научилась говорить на французском, немецком, английском и итальянском языках и была пожалована во фрейлины к императорскому двору. В 1796 году отец привёз Анну в Петербург, где представил её императрице Екатерине. А. М. Грибовский писал:
Видел я когда он представил государыне в Зимним дворце дочь свою графиню Анну. Отец был в военном аншефском мундире с шитьём, а дочь в белом кисейном платье и бриллиантах. Государыня приласкала её рукой за подбородок, похвалила и в щёчку поцеловала. Когда они вышли, то государыня сказала бывшим тут: «эта девушка много доброго обещает».
Ты взорами орлица,

Достойная отца;

Душою голубица,

Достойная венца.

Приятности дивятся

Уму и красотам,

И в плясках все стремятся

Лишь по твоим следам.

Явишься ль в Петрополе, —

Победы поженёшь:

Как флот отец твой в море,

Так ты сердца пожжёшь.
После смерти Екатерины Алексей Орлов покинул Россию и уехал за границу, взяв с собой дочь. С воцарением императора Александра I граф с дочерью вернулись из Дрездена в Москву, где поселились в Нескучном дворце у Донского монастыря. Анна начала появляться при императорском дворе, где была принята с благосклонностью. Г. Р. Державин, увидев её на балу в 1801 году, посвятил ей стихи, в которых восхвалял ум и душевные качества шестнадцатилетней графини.
Анна сопровождала отца в его выездах на московских народных гуляньях, которые привлекали внимание народа. Так, о выезде на гулянье 1 мая 1805 года С. П. Жихарев писал:

На статном фаворитном коне показался граф Алексей Орлов в парадном мундире, обвешанном орденами. За ними, немного поодаль, на прекрасной серой лошади ехала его единственная, горячо любимая дочь Анна. Её сопровождали дамы, также верхом, А. А. Чесменский, А. В. и И. Р. Новосильцовы, князь Хилков, Д. М. Полторацкий и много других особ.

С 1803 года к Анне начали свататься самые титулованные женихи, включая таких видных вельмож, как князья Александр Куракин и Платон Зубов. В 1807 году Фёдор Ростопчин писал: «У Орлова полон дом претендентов на дочь; к прежним приехали два Голицына, сын князя Сергея Фёдоровича и славный князь Борис Вестрис». Все женихи были отвергнуты Анной или «забракованы» её отцом. Известно лишь об одном претенденте, к которому молодая графиня, возможно, испытывала симпатию — это граф Николай Михайлович Каменский. По свидетельству графини А. Д. Блудовой, Анна до самой смерти вспоминала умершего в 1811 году Николая Каменского «со всею горячностью, со всем увлечением любви двадцатилетней девушки».

### Смерть отца и начало духовных поисков
24 декабря 1808 года после непродолжительной болезни скончался Алексей Орлов. По свидетельству Н. В. Елагина, написавшего первую подробную биографию Анны Орловой, она

не знавшая дотоле печали и горя, поражённая смертию родителя, лишилась чувств и оставалась четырнадцать часов без признаков жизни. Лишь только она надела чёрное платье, как в присутствии окружающих подошла к иконам и пав на колени, рыдая произнесла: «Господи! Ты взял мою мать, которой я не знала, теперь Тебе угодно взять моего отца, будь мне вместо матери и отца, руководствуй всеми поступками моей жизни».

Руководство похоронами взял на себя родной дядя Анны Владимир Орлов, который предложил ей переехать к нему «под тем предлогом, что она слишком молода и неопытна, и было бы неприлично жить ей одной». Анна отказалась, взяла к себе управляющим делами своего незаконнорождённого брата Александра Чесменского и дала отказ Николаю Каменскому вступить с ним в брак, хотя о нём уже планировалось доложить императору.
Устроив дела, Анна отправляется в паломничество — вначале в Киево-Печерскую лавру, а затем в Ростов, чтобы помолиться в Спасо-Яковлевском монастыре у мощей Димитрия Ростовского. В монастыре она знакомится с гробовым старцем Амфилохием. После бесед с ним Анна «возчувствовала охлаждение к мирскому счастию, суету светских развлечений». Она стала его духовной дочерью, ежегодно на время Великого поста приезжала к нему в монастырь, говела, а затем праздновала Пасху. До самой смерти старца Амфилохия в 1824 году Анна была частой гостьей в Спасо-Яковлевском монастыре и вела со старцем обширную переписку. Все письма Амфилохия, адресованные ей, графиня велела переплести, украсить золотым обрезом и тиснением с надписью «Письмы отца моего духовнаго священно иеромонаха Амфилохия» (переписка старца Амфилохия и Анны Орловой хранится в рукописном отделе РГБ).
Спасо-Яковлевский монастырь стал первой обителью, куда Анна начала направлять пожертвования, которые не прекратились со смертью её духовного отца. Всего в монастырь ею было пожертвовано около 300 000 рублей. На её средства возвели тёплый каменный храм святого Иакова Ростовского для проведения зимних богослужений, а над мощами святителя Иакова она устроила новую серебряную раку. В 1840-е годы она пожертвовала средства на поновление живописи храма Зачатия святой Анны и на изготовление для его престола серебряного оклада. Ею неоднократно делались также пожертвования в виде облачений, окладов для икон, богато украшенных богослужебных книг и т. п.
Графиня Анна Орлова-Чесменская стала одной из крупных благотворительниц для московского ополчения в Отечественной войне 1812 года. Ею было пожертвовано на формирование ополчения сто тысяч рублей билетами опекунского совета, обмундировано и вооружено 18 крестьян, которые были зачислены в 7-й пехотный полк народного ополчения, а также пожертвовано для нужд ополчения 4300 ружей, 4000 пик, 300 штыков, 500 тесаков, 4000 касок, 40 пудов свинцу, 20 пудов пороху и 160000 кремней.
Несмотря на появившуюся религиозность, Анна не оставила свет. В 1817 году она была пожалована в камер-фрейлины, император Александр I подарил ей портрет императрицы Елизаветы Алексеевны, а во время коронации Николая I графиня получила знаки ордена Святой Екатерины меньшего креста; в 1828 году Анна Орлова сопровождала императрицу Александру Фёдоровну в её путешествии по России и за границей. Императрица была весьма расположена к ней с самого своего приезда в Россию и называла её чуть ли не самой богатой из русских аристократок. Анна продолжает давать приёмы, которыми восхищается высшее общество:

Бал, данный 17 сентября Графинею Анною Алексеевною Орловою-Чесменскою, был совершенно в другом роде, в другом вкусе, чем праздник Князя Николая Борисовича Юсупова. Это то, что называется в области изящного grandioso; это такой бал, который доселе мог дать только Владетельный Государь.
Вообразите залу в 80 аршин длины. И вы не удивитесь, что 1 000 особ весьма свободно в ней помещались, что нужно было 7 000 свечей, чтобы осветить её! Излишне, кажется, говорить о великолепии столовых убранств, о пышности освещения, о богатстве ливрей на прислуге, о прекрасной иллюминации двора и сада и т. п. Заметим только, что Царская Фамилия кушала на золоте и драгоценнейшем фарфоре, а все прочие приборы были на серебре.

### Анна и архимандрит Фотий
В 1817 году Фотий принял постриг в Александро-Невской лавре, был рукоположен во иеромонаха и вскоре был назначен законоучителем во второй кадетский корпус. В духовные наставники Анне Фотия порекомендовал епископ Иннокентий (Смирнов), который до возведения в архиереи был ректором Санкт-Петербургской духовной семинарии. Анна оставила Москву и переехала в Санкт-Петербург, где два года пыталась сблизиться с Фотием, который чуждался её богатства и знатного происхождения. Фотий, выступавший против господствовавших в обществе мистических настроений, в 1820 году после произнесения обличительного слова в Казанском соборе был удалён из столицы и назначен настоятелем бедного и полуразрушенного Деревяницкого монастыря близ Новгорода. Анна Орлова пожертвовала на восстановление обители крупные средства: сразу после его перевода в Новгород она направила ему 3000 рублей, затем ещё 10 000 и два обоза — один со свечами, ладаном и вином, а второй с хлебом. Все пожертвования направлялись ею лично Фотию с указанием «на его нужды». Используя своё положение, графиня хлопотала также о возвращении своего духовного отца в столицу. Под её влиянием митрополит Новгородский и Санкт-Петербургский Серафим (Глаголевский) в январе 1822 года перевёл Фотия в Сковородский-Михайловский монастырь и возвёл в сан архимандрита, а после Пасхи того же года вызвал его в Петербург и поместил в Александро-Невской лавре.
В Петербурге Фотий провёл меньше года. Он познакомился с обер-прокурором Синода князем А. Н. Голицыным, неоднократно встречался с ним в доме Анны Орловой, где «девице и князю предлагал слово и дело Божие по три, по шести и до девяти часов в день». 5 июня Фотий был принят императором Александром и вскоре получил из кабинета Его Величества наперсный крест с драгоценными украшениями, а в августе того же года был назначен настоятелем новгородского первоклассного Юрьева монастыря. Представляя кандидатуру Фотия Синоду, митрополит Серафим указал, что он без какой-либо помощи казны в короткий срок восстановил два монастыря и есть надежда, что он сможет восстановить и древнюю новгородскую обитель. Оказывавшая ему все эти годы помощь графиня Анна последовала за ним в Новгород. Она купила в селе Витославлицы близ монастыря большой участок земли, построила усадьбу и постепенно переселилась в неё из Петербурга на постоянное жительство.
Благочестивая жена

Душою Богу предана,

А грешной плотию

Архимандриту Фотию.
На средства Анны Орловой Фотий восстановил Юрьев монастырь: украсил существующие храмы и построил новые, а когда в 1823 году пожар уничтожил тёплый Крестовоздвиженский собор, то Анна незамедлительно направила на его восстановление материалов на 40 000 рублей. Благотворительность Анны Орловой в пользу монастыря привлекла и других меценатов, и к 1831 году только Сохранная казна монастыря насчитывала более 300 000 рублей ассигнациями. В Юрьев монастырь в 1831 году Анна перевезла прах своего отца и его братьев и погребла под папертью Георгиевского собора. Отношения архимандрита и незамужней графини вызвали сплетни о том, что они состоят в любовной связи. А. С. Пушкин написал по этому поводу две едкие эпиграммы. Однако не все верили таким слухам, например, Долли Фикельмон, хозяйка петербургского салона и автор дневника о светской жизни 1830-х годов, писала: «О ней с уверенностью можно сказать, что она не только осталась девственной, но что и душа её девственна, как у младенца. <…> Хотя графиня Орлова уже далеко не молода, она обладает той вечной молодостью, что дарована только небесным душам».
Исследователи отмечают, что Фотию было важнее владеть именно душой графини, он упорно «утверждал её в девическом, физическом и духовном девственном состоянии». Сообщается, что когда Анна завела с Фотием разговор о возможном замужестве, то он подвёл её к иконе Иисуса Христа, повесил на неё кольцо с её руки и сказал: «Се — жених твой!»; после этого графиня дала обет безбрачия. Фотий, заставляя Анну Орлову вести практически монашескую жизнь, не допускал при этом, чтобы она приняла постриг, так как в этом случае всё её состояние отошло бы соответствующему женскому монастырю. Он также не давал ей полностью прекратить связи со столичным обществом, навязывая ей мысль, что она «предстательница» церкви в мире власть имущих. Этим, возможно, и объясняются противоречивые отзывы о ней в обществе: кто-то писал, что «одета она была хорошо, но почти по-старушечьи: тёмное бархатное платье с прекрасным кружевом, длинная нить жемчуга», а другие же видели в ней «блистательную светскую даму, которая нисколько не походила на московских богомолок». Сама же Анна писала о Фотии следующее:

Он возбудил во мне внимание тою смелостию, тою неустрашимостию, с какими… стал обличать господствующие заблуждения в вере. Всё было против него, начиная со двора. Он не побоялся этого. Я пожелала узнать его и вступила с ним в переписку. Письма его казались мне какими-то апостольскими посланиями. Узнав его более, я убедилась, что он лично для себя ничего не искал.

Предполагают, что Фотий, зная о роли Алексея Орлова в перевороте 1762 года, убийстве императора Петра III и деле княжны Таракановой, внушил Анне, что она должна всю жизнь отмаливать грехи своего отца. Этим, возможно, объясняется перенесение ею из подмосковной усадьбы «Остров» в Юрьев монастырь праха Алексея Орлова и его братьев.
26 февраля 1838 года архимандрит Фотий после продолжительной болезни скончался на руках своей духовной дочери. Для его погребения графиня Анна устроила в подземной церкви Похвалы Богородицы, сделанной по подобию древних катакомб, усыпальницу (это нарушило монастырскую традицию, по которой настоятели Юрьевского монастыря погребались в склепе под Георгиевским собором). Рядом с мраморным саркофагом Фотия Анна приготовила гробницу и для себя. После смерти Фотия Анна практически не покидала своего имения возле Юрьевского монастыря и провела в нём последние годы жизни.

### Анна и Вера Молчальница
Особую роль сыграла графиня Анна Орлова в истории Веры Молчальницы, которую легенды отождествляют с императрицей Елизаветой Алексеевной, женой Александра I, которая якобы после того как император, инсценировав свою смерть, стал сибирским старцем Фёдором Кузьмичом, последовала его примеру.
В 1841 года она нашла Веру в Коломовском доме умалишённых и предложила «молчальнице» поселиться в Сырковом монастыре. Сообщают, что сведения о Вере она получила из Петербурга. За давшей согласие Верой приехала игуменья монастыря и отвезла её в обитель. О переселении Веры в монастырь был издан указ Новгородской духовной консистории от 10 апреля 1841 года, в котором указано, что в монастырь Вера помещается на содержание за счёт графини Анны Орловой. Когда келейница Веры Молчальницы заболела и не смогла выполнять свои обязанности, графиня Анна назначила ей новую из своих дворовых. Эта монахиня Амфилохия (умерла в 1901 году) была глуха, и сторонники существования некой тайны, связанной с сырковской молчальницей, утверждают, что графиня, будучи посвящённой в неё, специально выбрала глухую прислужницу, чтобы та не могла услышать, если Вера в бреду или по забывчивости скажет что-то о себе.

### Последние годы жизни и смерть
После смерти Фотия Анна последние 10 лет своей жизни провела в своём имении рядом с Юрьевым монастырём. В 1832 году она продала свой московский дворец «Майский» в Нескучном саду императору Николаю I за полтора миллиона. В 1845 году в казну был продан отцовский Хреновской конный завод, на котором была выведена знаменитая орловская порода лошадей.
В последние годы она особенно прилежно посещала богослужения: ежедневно была на всенощной, ранней литургии в церкви Похвалы Богородицы, где ежедневно совершали литию, а по субботам (исключая праздники) панихиду по её родителям и духовному отцу. Она также совершала паломничества в Киево-Печерскую лавру, где сблизилась с преподобными Парфением и Феофилом Киевскими. На лавру и другие киевские святыни Анна сделала ряд крупных пожертвований: для Успенского собора лавры ею был заказан новый бронзовый иконостас стоимостью в 1 000 000 рублей ассигнациями, который заменил прежний деревянный, а для мощей великомученицы Варвары в Михайловском монастыре ею была изготовлена серебряная рака и сень общим весом около 400 килограммов. Кроме этого, только в 1840-е годы на нужды Киево-Печерской лавры Анна выделила более 50 000 рублей серебром. Анна делала пожертвования и за границу. На её средства украсили патриаршьи церкви Константинополя, Александрии и Дамаска, пожертвования поступали в Иерусалим и Афонские монастыри. Её первый биограф Н. Елагин уподобляет Анну Орлову Мелании Римской и пишет, что она тяготилась своей известностью. Всего при жизни на различные храмы и монастыри Анна Орлова потратила около 25 000 000 рублей.
Благодаря наследству отца Анна Орлова была одной из крупных душевладелиц Российской империи. Она не была сторонницей крепостного права и старалась улучшить положение своих крестьян: «обратив часть из них в вольных хлебопашцев, она других перевела в Удельное ведомство, считая крестьянскую администрацию этого учреждения и весь строй управления удельными крестьянами наиболее гуманным». Среди своих крестьян в Самарской губернии, где преобладали чуваши, бывшие язычниками, она начала проповедь православия и добилась обращения многих своих крепостных в христианство.
Анна Орлова скончалась 5 октября 1848 года в день тезоименитства своего отца Алексея Орлова. Не отмечают, что она была больна или ей нездоровилось. К восьми утра она приехала в монастырь, была на ранней литургии, которую совершал настоятель Юрьева монастыря Мануил, и причастилась на ней. После литургии на паперти Георгиевского собора совершили панихиду по её отцу, и Анна уехала в своё имение у монастыря собираться в Санкт-Петербург, куда она планировала уехать в этот день. В пятом часу пополудни Анна вновь приехала в монастырь, слушала панихиду по архимандриту Фотию у его гроба в церкви Похвалы Пресвятой Богородицы. После панихиды она простилась со всеми, прося благословение в дорогу, а затем спустилась в пещеру к гробу Фотия. Вернувшись в храм, она приложилась ко всем иконам и вновь удалилась в склеп. Затем Анна подошла к паперти Георгиевского собора, где был похоронен её отец, и направилась к своему духовнику за благословением. Оттуда она прошла в покои архимандрита Мануила, желая проститься с ним и уехать в столицу. На крыльце ей стало плохо, но она без посторонней помощи дошла до гостиной, приложилась к чтимой ею иконе Иверской Божией Матери и начала жаловаться на стеснение в груди и кашель. Через десять минут графиня скончалась. В последние минуты жизни архимандрит Мануил прочитал над ней её любимую молитву «Богородице Дево радуйся…», а ризничий читал отходную молитву. Смерть графини Анны Орловой наступила без четверти шесть часов дня.
В течение пяти дней после смерти Анны панихиды по ней у гроба служил епископ Леонид (Зарецкий), викарий Новгородской епархии и архимандрит Мануил. Отпевание графини совершили 10 октября в Георгиевском соборе в присутствии её родственников, знатных персон, приехавших проститься ней из Москвы и Санкт-Петербурга, а также при большом стечении народа. Погребли Анну в заранее приготовленной ею гробнице в церкви Похвалы Пресвятой Богородицы рядом с гробом архимандрита Фотия.

## Посмертная судьба
В вещах графини было найдено Евангелие в серебряном с позолотой окладе с дарственной надписью почитаемого ею киевского старца Парфения, сделанной в 1845 году, в которой он называет Анну «сестра во Христе ЕИНГА». Эта надпись породила гипотезу, что Анна Орлова приняла тайный монашеский постриг с именем Агния (ЕИНГА — написанное в обратном порядке имя Агния в звательном падеже). Гипотезу, в частности, подтверждает монах Евводий (в прошлом — слуга А. А. Орловой-Чесменской), присутствовавший при погребении графини.
Через несколько десятилетий после смерти Анны Орловой в народе появился ряд домыслов, отражённых Николаем Лесковым в его очерке «Мелочи архиерейской жизни» (1879 год):

По народным толкованиям, которые так не так надо считать мнениями, прежде Филарета могут быть открыты мощи только одного Иоасафа белогородского, а почивающий в Киево-Печерской лавре Павел, епископ тобольский (Конюшкевич), должен уступить свой ряд Филарету и стать на дальнейшую очередь. В одном Новгороде только надеются, что прежде всех должны быть открыты мощи Фотия, но этому будто сильно мешает то, что нельзя различить: от кого идут чудеса — от Фотия или от почивающей с ним рядом графини Орловой? Отличить это трудно, потому что чудеса совершаются при обоих гробах, стоящих рядом, а разъединить их — нельзя, и потому надо ждать особого знамения, которого и ждут.

В XX веке появилась другая легенда, связанная с графиней. В 1932 году захоронения архимандрита Фотия и Анны Орловой были вскрыты археологом Михаилом Каргером. При этом её останки якобы лежали в неестественном положении, одежда разорвана, будто умершая металась в гробу, будучи похороненной заживо или в состоянии летаргического сна. В качестве причины этого легенда называет отравленное вино, которое ей дали в день смерти с причастием.
На следующий день после вскрытия гробниц Анны и Фотия их прах был перенесен к новгородской церкви Благовещения в Аркажах. Точное место захоронения не известно. В 2001 году рядом с южной апсидой храма устроена символическая могила с крестом.

## Завещание Анны Орловой
| Наследник                             | Сумма (рублей серебром)      |
| ------------------------------------- | ---------------------------- |
| Юрьев монастырь                       | 300 000                      |
| Почаевская лавра                      | 30 000                       |
| Соловецкий монастырь                  | 10 000                       |
| 340 различных монастырей              | 1 700 000 (по 5000 в каждый) |
| 48 кафедральных соборов               | 144 000 (по 3000 в каждый)   |
| Епархиальные попечительские ведомства | 294 000                      |
| ИТОГО                                 | 2 478 000                    |

Согласно завещанию, капитал должен быть размещён в кредитных учреждениях и оставаться неприкосновенным. Монастырям и храмам разрешалось использовать только начисляемые на него проценты. Имение графини под Юрьевым монастырём, включая всю домашнюю утварь и личные вещи (за исключением драгоценностей), переходило в собственность монастыря. Драгоценности графини также были направлены на благотворительные цели.
Родственники Анны Орловой получили по её завещанию только степные земли в Воронежской губернии.
Через год после смерти Анны Орловой церковный историк А. Н. Муравьёв писал, что в благодарность за сделанные в завещании пожертвования в пользу храмов и монастырей графиня удостоилась поминовения, которое не оказывали духовному или мирскому лицу с давних пор:

Святители собирали в кафедральные свои соборы ближайших настоятелей для общей панихиды; в Лаврах и больших монастырях, после соборного поминовения, учреждалась трапеза для нищих; все малыя обители не перестают также поминать свою благотворительницу на ежедневной литургии.

## Образ в литературе
- Державин Г. Р. Стихотворение «Графине Орловой» (1801 год);
- Пушкин А. С. Эпиграммы «Благочестивая жена…» (см. текст выше) и «Внимай, что я тебе вещаю: // — Я телом евнух, муж душой, // — Но что-ж ты делаешь со мной? // — Я тело в душу превращаю» (диалог графини Анны Орловой и архимандрита Фотия). По мнению Бориса Башилова, эти эпиграммы необоснованно приписываются Пушкину и отсутствуют в пушкинских оригиналах[32].
- Карнович Е. П. «Фотий Спасский» (1875 год) и «Замечательные и загадочные личности XVIII и XIX столетий. Архимандрит Фотий» (1884 год). Обстоятельная характеристика Анны Алексеевны Орловой, цитируются письма Фотия к Орловой и многие другие документы со ссылкой на журнал «Русская Старина».
- Лесков Н. С. «Захудалый род» (1874 год). А. А. Орлова послужила прототипом персонажа лесковского романа — графини Антониды Петровны Хотетовой[33]: «Хотетова, набожность которой развилась под влиянием одного тяжелого семейного воспоминания… ездила по монастырям, на которые и тратила своё почти, можно сказать, несметное богатство. Ею было восстановлено множество обедневших обителей; много мощей её средствами были переложены из скромных деревянных гробниц в дорогие серебряные раки, и в этом, кажется, и заключалась вся её христианская добродетель».
- Мережковский Д. С. Роман «Александр I» (1911—1913), часть трилогии «Царство Зверя». Анна Орлова показана лишь в одном эпизоде и представлена полностью находящейся в духовной зависимости от архимандрита Фотия:

Лицо плоское, круглое, красное, веснушчатое, как у деревенской девушки. Росту большого — гренадер в юбке. Лет под сорок, а умом ребёнок. «Мозги птичьи», — говаривал Фотий. Но в глазах чистых, как вода ключевая, сквозь глупость ума ум сердца светился. Готовилась к тайному постригу; носила власяницу под шелковым фрейлинским платьем; всю жизнь замаливала грех отца графа Алексея Орлова, злодеяние Ропшинское — убийство Петра III.

Ходили слухи о блудном сожительстве Фотия с Анной, но это была клевета.

«Я, в мире пребывая, ни единажды не коснулся плоти женской, не познал сласти, — говорил Фотий: — чадо моё о Господе есть девица непорочная во всецелости. Сам Господь мне её в невесты нескверные дал».